# Atomic Punk
Atomic Punk, släpptes i Japan som Bomber Boy (ボンバーボーイ Bonbā Bōi?) och i Europa som Dynablaster är ett platforms- och spring och skjut-TV-spel från Nintendo till Game Boy.

### Fotnoter
1. ↑  Nintendo Magasinet. Power Player 14, Sida 10 Recension: Dynablaster GAME BOY.